# Le Revolver de Maigret
Le Revolver de Maigret est un roman policier de Georges Simenon publié aux Presses de la Cité en 1952. Il fait partie de la série des Maigret.
L'écriture de ce roman s'est déroulée du 12 au 20 juin 1952 dans sa propriété de Shadow Rock Farm, Lakeville (Connecticut), États-Unis, soit à plus de  5 000 km de Paris et de Londres où se déroule l'action.
Le romans se déroule à Paris (boulevard Richard-Lenoir, rue Popincourt), à Neuilly, à Londres (Hotel Savoy), au début des années 1950 ; l’enquête dure trois jours et se déroule en juin.

## Résumé
Nerveux et inquiet, un jeune homme se rend chez Maigret ; il veut absolument parler au commissaire. Celui-ci étant absent, le jeune homme attend son retour pendant quelques minutes, puis s'en va en dérobant le revolver de Maigret que celui-ci avait posé la veille sur la cheminé du salon. Le soir même, Maigret doit rencontrer François Lagrange chez son ami Pardon ; Lagrange a, paraît-il, quelque chose de très important à lui dire, mais ne vient pas au rendez-vous. 
Le lendemain, Maigret rend visite à Lagrange, qui se dit très malade ; il n'a rien à dire au commissaire, mais est très soucieux, car son fils Alain a disparu depuis la veille. Son comportement semble étrange à Maigret, qui commence une enquête. Il s'avère bientôt que c'est Alain qui s'est présenté la veille chez le commissaire. De plus, la veille encore, Lagrange a transporté une malle à la consigne de la gare du Nord. Maigret fait ouvrir la malle qui contient le corps du député Delteil, à la réputation  incertaine. Lagrange est arrêté, mais on ne peut le faire parler : il est devenu fou ou il feint la folie. 
Maigret retrouve la piste d'Alain : il vient de s'envoler pour l'Angleterre où il compte rejoindre Jeanne Debul, ancienne maîtresse épisodique de son père, partie précipitamment à Londres dès elle a appris l'affaire Delteil et descendue au prestigieux Hotel Savoy. À son tour, Maigret arrive à Londres, accueilli par l'inspecteur Pike, qu'il connait bien  et descend, lui aussi, à l'Hotel Savoy où il rencontre Jeanne Debul, très arrogante et feignant l'innocence la plus totale. Plus tard, il retrouve enfin Alain caché dans la chambre de Jeanne Debul qu'il s'apprêtait à assassiner au retour de celle-ci. Le commissaire réussit en douceur à l'en dissuader et calme le jeune homme à bout de nerfs. Alain raconte alors ce qu'il sait : Jeanne Debul vit de chantages, mais sans risque ; elle utilise Lagrange, qui l'aime toujours, pour réclamer de fortes sommes à certains hauts personnages qui ont des choses à cacher, tel Delteil. Lagrange, qui a végété pendant toute son existence − tout en évoluant dans le milieu mondain en se faisant appeler "le baron Lagrange" −, a décidé de « changer de vie » et a réclamé des sommes supérieures à celles exigées par son ancienne maîtresse ; il gardait le surplus pour lui. Sans doute Delteil a-t-il refusé de payer, mais comment Lagrange, homme peureux, lâche et mou, en est-il arrivé à tuer ? Certainement durant une bagarre entre les deux hommes : les circonstances particulières du crime (accidentel ou non), ne seront pas révélées, puisque Lagrange est fou ou simule la folie. 
Maigret, lui, va s'efforcer de prouver la culpabilité de Jeanne Debul, ce qui ne sera pas facile. Réussira-t-il ? Nous ne le saurons pas.

## Aspects particuliers du roman
Maigret éprouve de l’affection pour Alain, qu’il considère finalement un peu  comme le fils qu'il aurait pu avoir. Jeanne Debul, en revanche, n’obtient que son mépris le plus total.
Le court séjour de Maigret à Londres est émaillé d’allusions satiriques aux usages britanniques.

## Personnages
- Alain Lagrange, sans profession, célibataire, 19 ans.
- François Lagrange, père d’Alain, maître chanteur, la cinquantaine
- Jeanne Debul, ex-maîtresse occasionnelle de François Lagrange, mondaine vivant de chantages, 49 ans
- Pardon, ami de Maigret et médecin de François Lagrange.

## Éditions
- Prépublication en feuilleton dans le quotidien Le Figaro, n° 2481-2508, du 1er septembre au 2 octobre 1952
- Édition originale : Presses de la Cité, 1952
- Tout Simenon, tome 6, Omnibus, 2002  (ISBN 978-2-258-06047-0)
- Livre de Poche, n° 14241, 2003  (ISBN 978-2-253-14241-6)
- Tout Maigret, tome 5, Omnibus,  2019  (ISBN 978-2-258-15046-1)

## Adaptations
- The Revolver, téléfilm anglais de Chloe Gibson, avec Rupert Davies, diffusé en 1960.
- Le Revolver de Maigret, téléfilm français de Jean Brard, avec Jean Richard (Commissaire Maigret), Annick Tanguy (Mme Maigret), Michel Robin (François Lagrange), Marcel Cuvelier (Docteur Pardon), diffusé en 1985.

## Source bibliographique
- Maurice Piron et Michel Lemoine, L'Univers de Simenon, guide des romans et nouvelles (1931-1972) de Georges Simenon, Presses de la Cité, 1983 (ISBN 978-2-258-01152-6), p. 334-335.